# یوهان استامیتز
یوهان ونزل آنتون استامیتز یا یوهان ونتسل آنتون اشتامیتس (آلمانی: Johann Wenzel Anton Stamitz، زادهٔ ۱۹ ژوئن ۱۷۱۷ – درگذشتهٔ ۲۷ مارس ۱۷۵۷)، آهنگساز، رهبر ارکستر، نوازندهٔ ویولن و فیلسوف اهل بوهم بود. وی بنیان‌گذار مکتب مانهایم محسوب می‌شود که دو فرزندِ پسرِ بر جای مانده از او با نام‌های «آنتون» و «کارل استامیتز» نیز از آهنگسازان این مدرسه بودند. سبک موسیقی و فکری وی در گذار از بین موسیقی دورهٔ باروک و کلاسیک است.

## فعالیت‌ها
استامیتز در سال ۱۷۴۲ هنگامی که برای مراسم تاجگذاری کارل هفتم به عنوان نوازندهٔ ویولن در فرانکفورت شرکت کرده بود، از طرف امپراتور مورد توجه قرار گرفت و رهبری ارکستر دربار را به او واگذار کرد، این امر منجر به دگرگونی و تحولات نوینی توسط وی در ارکستر دربار شد.
وی در سال ۱۷۵۴ برای اجرای سمفونی‌هایش به پاریس سفر کرد، از این روی او را پیشوای سبکِ موسیقی ارکسترال در فرانسه می‌دانند. فرم سمفونی‌های «استامیتز» مانند سونات در موسیقی کلاسیک شامل دو تم و بسط و گسترش بود. وی برای نخستین بار سونات را برای ارکستر تنظیم کرد و نام «سمفونی» بر آن نهاد.

## یادداشت
1. ↑  به چکی: Jan Václav Antonín Stamic